# Kexi
Kexi 是一個整合的資料管理應用程式。Kexi可用於設計和實現資料庫，資料插入和處理，並進行查詢。
Kexi是KOffice（現為Calligra Suite）的組件之一，2003年至2008年的主要貢獻來自 OpenOffice Polska(現在的 OpenOffice Software)。它可以執行在Linux/Unix、Mac OS X、Solaris 和 Microsoft Windows (使用 KDE on Windows)作業系統。

## 功能
Kexi 可以連接到不同資料庫伺服器，如 MySQL 和 PostgreSQL 。